# Francisco Maria Peixoto Vieira
Francisco Maria Peixoto Vieira foi um administrador colonial português. Foi governador de São Tomé e Príncipe e secretário geral e governador da Índia Portuguesa.